# Félmeztelen csiga
A félmeztelen csiga (Daudebardia rufa) Magyarországon is honos, a tüdőscsigákhoz tartozó szárazföldi ragadozó csigafaj.

## Elterjedése

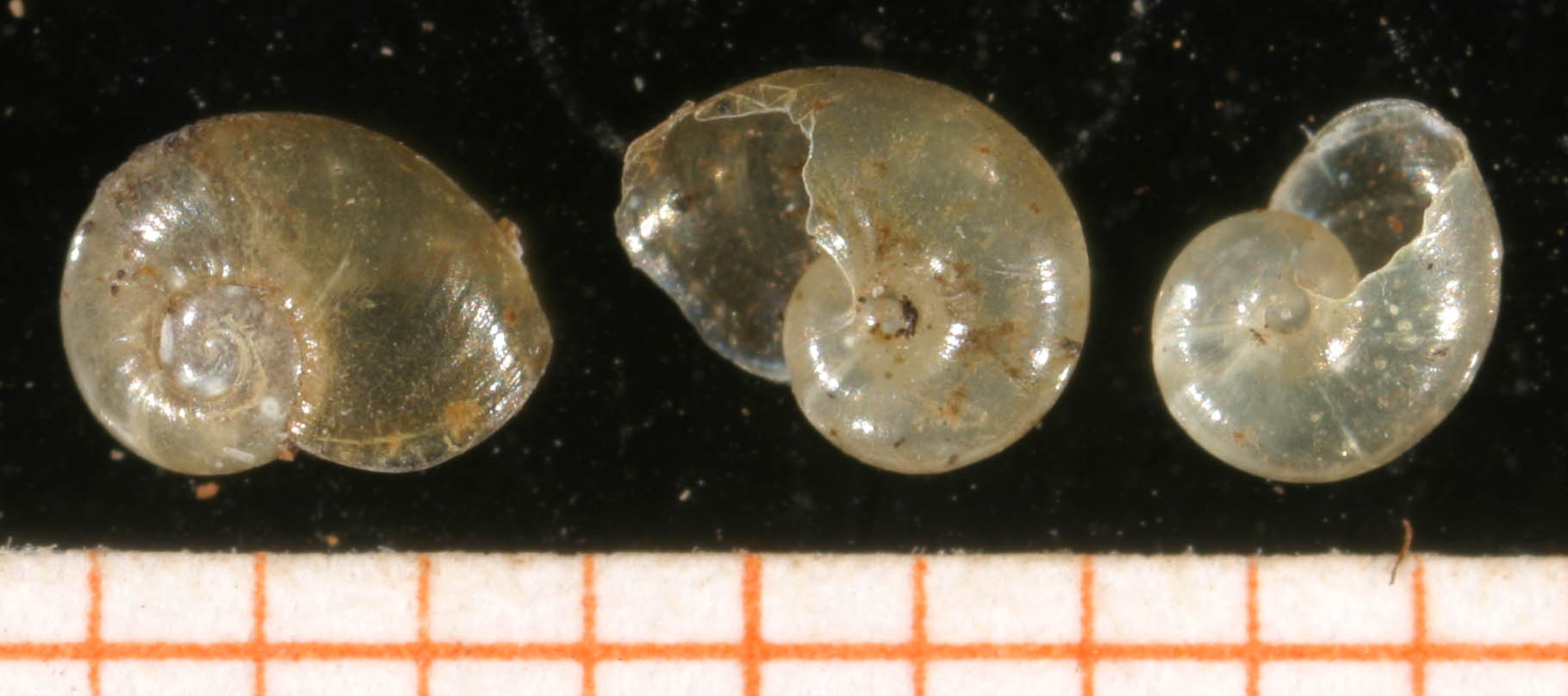
A félmeztelen csiga háza.

A faj Közép- és Délkelet-Európában és a Mediterráneum keleti részén honos. Északon a Rajna-völgyig, délen Algéria tengerparti vidékéig tart elterjedési területe. Ismert Olaszországból, a Balkánról, Kisázsiából és Ciprusról. A nedves, dombvidéki vagy alacsony hegyvidéki erdőket kedveli, Bulgáriában 1500 m, Svájcban 1000 m tengerszint fölötti magasságig található meg. Németországi és svájci populációi veszélyeztetettek. Magyarországon nem védett, a hegy- és dombvidékeken található meg. 

## Külalakja és életmódja
A csiga testhossza 1,5–2 cm, sötétszürke, a talpán fehér. Jellegzetessége, hogy a háza a testéhez képest igen kicsi, a felnőtt állat nem képes belé visszahúzódni, csak a zsigerzacskóját védi. A ház 6 mm széles, 1,5 mm magas, 2,5-3 kanyarulatból áll. Az utolsó kanyarulat erősen kiszélesedik, hosszirányban megnyúlik, de lapos marad. A ház héja vékony és átlátszó, zöldesssárga vagy vörösesbarna szaruszínű.
Az erdei avar alján, kövek alatt, vagy a laza földbe fúródva található meg, esők után bújik elő. Ragadozó, táplálékát földigiliszták, rovarlárvák, ászkák, kisebb csigák teszik ki.

## Külső hivatkozások
- Fajleírás (angol nyelven)